# Ceratotherium simum
Il rinoceronte bianco (Ceratotherium simum Burchell, 1817), detto anche rinoceronte camuso, è la più grande specie esistente di rinoceronte. La parola white, bianco, usata per indicare il rinoceronte camuso, deriva dalla parola afrikaans wyd, che significa largo, in inglese wide, e non bianco.
Diversamente dal rinoceronte nero, il rinoceronte bianco presenta una bocca larga usata per pascolare a livello del terreno, oltre ad essere la specie più sociale tra tutte le specie di rinoceronte. Il rinoceronte bianco ha due sottospecie: il rinoceronte bianco meridionale, di cui, nel 2015, sono stati stimati circa 19.682-21.077 esemplari selvatici, ed il rinoceronte bianco settentrionale, molto più raro. La sottospecie settentrionale è pressoché estinta, con soli due esemplari conosciuti in vita nel 2023 (due femmine; Fatu di 18 anni, e Najin di 29 anni), entrambe in cattività. Sudan, l'ultimo rinoceronte bianco settentrionale maschio conosciuto al mondo, morì in Kenya, il 19 marzo 2018.

Il suo nome in lingua zulu è Mkhombe.

## Descrizione

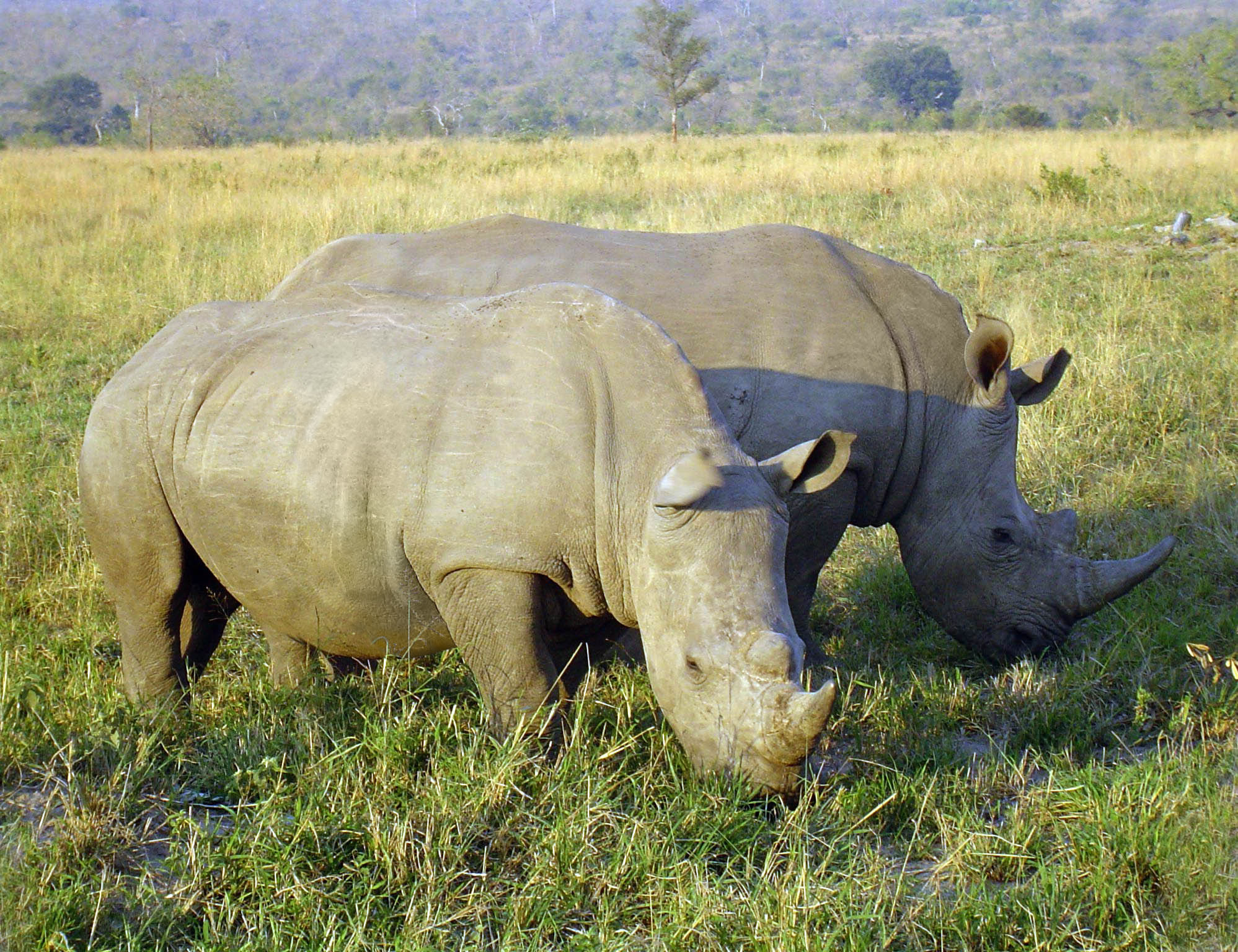
Due rinoceronti bianchi in Sudafrica.

La sua colorazione non è bianca ma grigiastra, e dipende anche dal fango nel quale si rotola: la pelle è infatti dello stesso colore del rinoceronte nero. La denominazione «bianco» deriva da un'errata traduzione da parte degli inglesi dell'aggettivo Afrikaans wyd ("largo") che era stato attribuito dai colonizzatori afrikaner al pachiderma, e in particolare alle sue labbra, o al corrispondente aggettivo inglese wide, che creò un'assonanza con white.
Mediamente questa specie ha una lunghezza testa-tronco di 320–370 cm, un'altezza al garrese di 190–200 cm e un peso di 2900 kg; qualche maschio può raggiungere una lunghezza di 5 metri e un peso di 3600 - o 4000 kg, ma si tratta di casi molto rari. Il corno anteriore può arrivare a essere lungo anche 170 cm. Le labbra sono di foggia quadrata, e lo rendono dunque un animale da pascolo.

## Sottospecie
Esistono due sottospecie:
- Ceratotherium simum simum - rinoceronte bianco meridionale
sottospecie originaria dell'Africa meridionale.
- Ceratotherium simum cottoni - rinoceronte bianco settentrionale
sottospecie ormai estinta allo stato selvatico.

## Biologia
L'habitat naturale del rinoceronte bianco sono le grandi savane africane. 
È di indole relativamente più tranquilla rispetto a quella del parente nero, e talvolta forma piccoli branchi che possono superare i 10 individui. La gestazione di questo animale dura circa 16-17 mesi, al termine dei quali nasce un solo piccolo, in casi eccezionali anche due. Ha una longevità di circa 50-60 anni.
Grazie alla sua possente mole, non ha nemici naturali. In caso di fuga, i piccoli hanno l'abitudine di correre davanti alla madre, ciò li protegge dalle aggressioni di iene e leoni.

## Conservazione

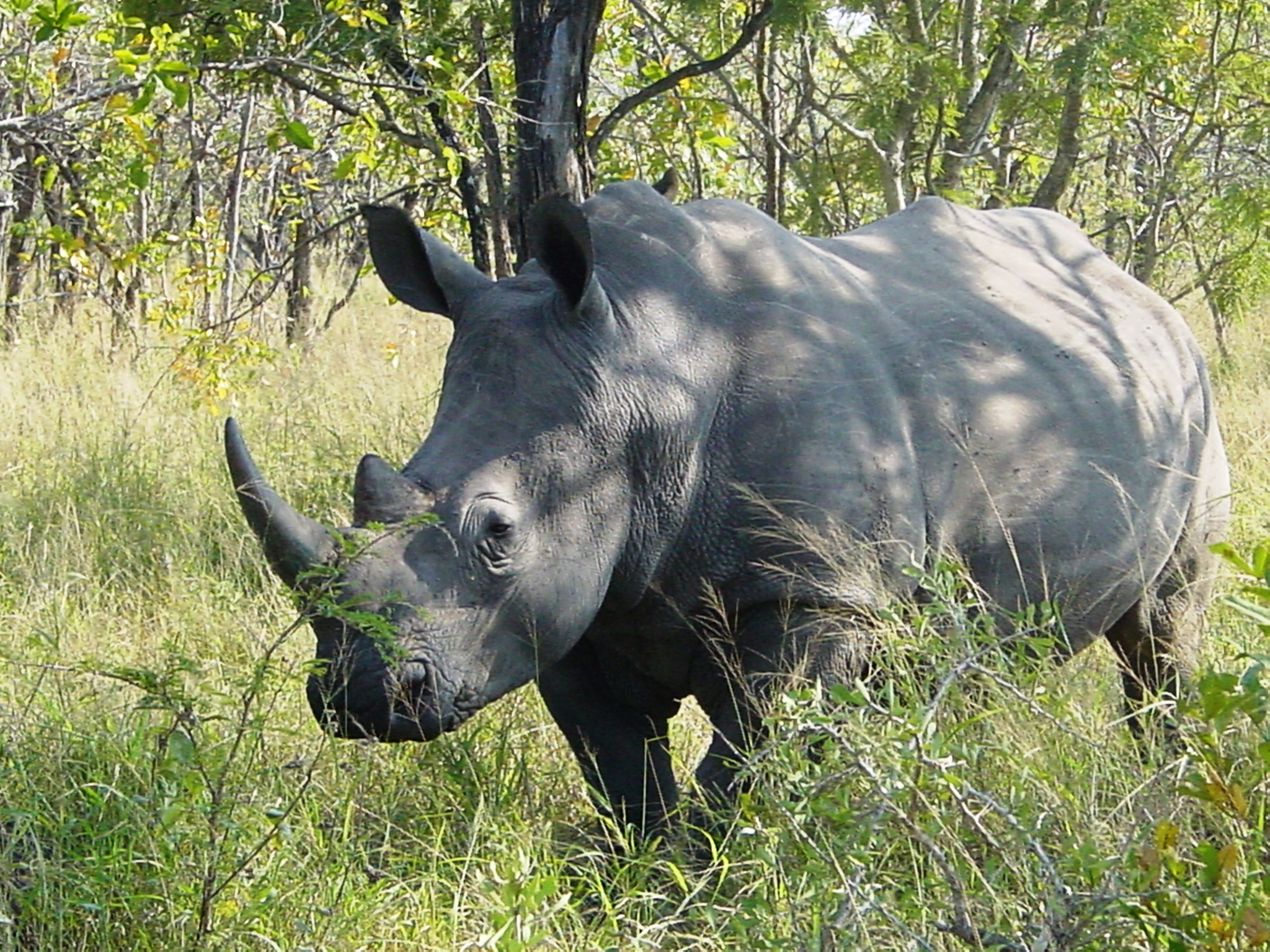
Esemplare di rinoceronte bianco nel Parco nazionale Kruger, Sudafrica

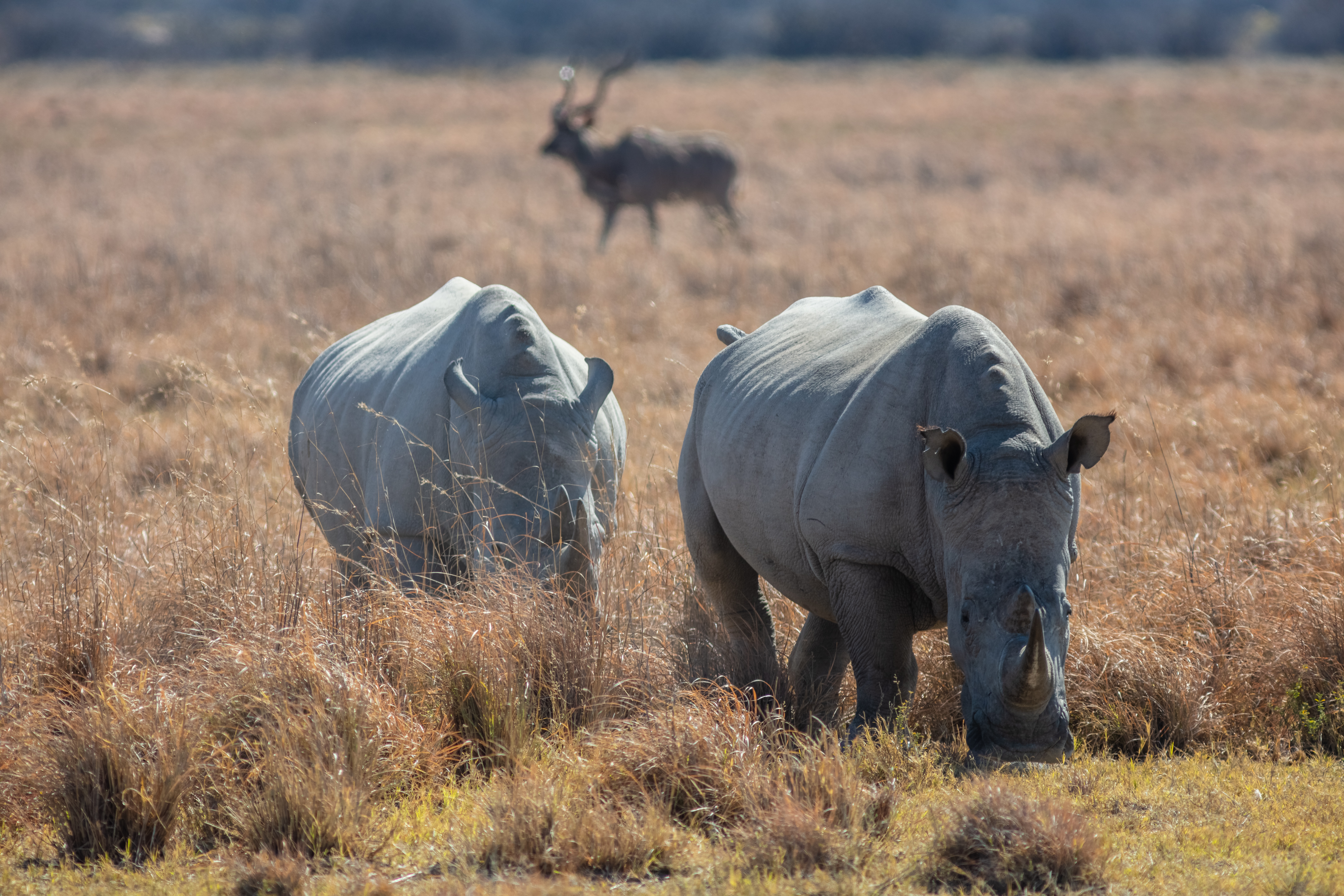
Rinoceronti bianchi in Botswana

Nel passato il rinoceronte bianco meridionale (Ceratotherium simum simum) si è trovato in gravissimo rischio di estinzione a causa della caccia eccessiva. Pare che nel 1880 ne fossero rimasti appena 25 o 30 esemplari a Umfolozi, in Sudafrica. L'adozione di misure protettive, più tempestiva che per altri animali del continente, ne favorì la ripresa. Negli anni 1960, grazie all'"Operazione rinoceronte", molti esemplari in eccesso, furono catturati e trasferiti per ripopolare altri parchi e riserve africane, ma anche ceduti agli zoo-parchi in tutto il mondo. La popolazione al 2020 è stimata in circa 16.000 esemplari.
Ben diversa la sorte del rinoceronte bianco settentrionale (Ceratotherium simum cottoni), un tempo diffuso in vari paesi dell'Africa centrale e orientale a sud del Sahara. Nel 1970 ne esisteva una popolazione di circa 500 esemplari, ridottisi, sotto i colpi del bracconaggio, a soli 5-10 esemplari nel 2006. Dal 2008 è dichiarato "probabilmente" estinto in natura.
Nel 2016 si contavano solamente tre rinoceronti: si trovavano nello Zoo di Dvůr Králové nella Repubblica Ceca. Nel 2009 vennero trasferiti a Ol Pejeta, una riserva privata in Kenya, nel tentativo di farli riprodurre in natura. Le speranze di ripresa della sottospecie, comunque sono ridotte a zero. Nel marzo 2018 è scomparso Sudan, l'ultimo esemplare maschio della sottospecie, a causa dell'età avanzata e di una grave malattia che da tempo lo aveva colpito. Oggi rimangono in vita esclusivamente due esemplari femmine, per cui la riproduzione è limitata alle tecniche di fertilizzazione in vitro.